# Cronologia da ditadura militar brasileira
Esta é uma cronologia do Regime Militar.

## 1964
- 13 de março: João Goulart, presidente da República, anuncia em comício, na Central do Brasil, no Rio de Janeiro, a necessidade das reformas de base.
- 19 de março: Uma série de manifestações públicas organizadas chamadas Marcha da Família com Deus pela Liberdade é realizada no Rio de Janeiro.
- 31 de março: João Goulart, presidente da República, é deposto pelo Golpe Militar.
- 31 de março: O Destacamento de Operações de Informações - Centro de Operações de Defesa Interna (DOI-CODI), o órgão de inteligência e repressão do governo nacional, é inaugurado durante o regime.
- 2 de abril: Ranieri Mazzilli assume a Presidência da República interinamente.
- 9 de abril: O Ato Institucional nº 1 (AI-1) é declarado.
- 9 de abril: soldados e policiais militares invadem Universidade de Brasília.[1]
- 11 de abril: Humberto de Alencar Castelo Branco é eleito presidente da República com 361 votos nas eleições indiretas.
- 15 de abril: O marechal Humberto de Alencar Castelo Branco toma posse como o primeiro presidente militar da República.
- 9 de maio: Carlos Marighella, dirigente comunista, é baleado e preso no Rio de Janeiro.
- 13 de junho: É criado o Serviço Nacional de Informações (SNI).
- 12 de outubro: O presidente francês Charles De Gaulle chega ao país em visita oficial.
- 27 de outubro: O Congresso aprova a extinção da União Nacional dos Estudantes (UNE).

## 1965
- 22 de março: Ocorre a primeira eleição após o golpe.
- 26 de abril: A Rede Globo é inaugurada.
- 3 de outubro: Ocorrem as eleições diretas para governador em 11 Estados.
- 11 de outubro: O campus da Universidade de Brasília é invadido por tropas e pela polícia.

## 1966
- 5 de fevereiro: O governo brasileiro estabelece o Ato Institucional Número Três, tornando indiretas as eleições para governador e vice-governador no país.
- 6 de junho: Luís Carlos Prestes é condenado a 14 anos de prisão.
- 25 de julho: Um atentado contra o general Artur da Costa e Silva, ministro da Guerra e candidato à Presidência da República, mata três pessoas no Aeroporto Internacional do Recife-Guararapes, Pernambuco.
- 13 de setembro: É criado o Fundo de Garantia por Tempo de Serviço (FGTS).
- 3 de outubro: Artur da Costa e Silva, da Arena, é eleito presidente da República com 294 votos nas eleições indiretas pelo Congresso.
- 5 de outubro: É inaugurada a Universidade Estadual de Campinas (Unicamp).
- 28 de outubro: A Frente Ampla, um grupo político, é criada com um manifesto.
- 21 de novembro: É criado o Instituto Nacional de Previdência Social (INPS).

## 1967
- 24 de janeiro: A sexta Constituição brasileira é promulgada.
- 25 de janeiro: Promulga lei sobre o Conselho de Segurança Nacional.[2][3]
- 9 de fevereiro: É sancionada a Lei de Imprensa.
- 13 de fevereiro: Valendo mil cruzeiros antigos, o cruzeiro novo começa a circular.
- 13 de março: É promulgada a Lei de Segurança Nacional.
- 15 de março: O marechal Arthur da Costa e Silva toma posse na Presidência da República. A República dos Estados Unidos do Brasil passa a ser denominada República Federativa do Brasil. Entram em vigor a Lei de Segurança Nacional e a Constituição brasileira de 1967.
- 11 de julho: O primeiro grupo de participantes do projeto Rondon, com 27 universitários, parte do Rio de Janeiro para Rondônia.
- 18 de julho: Morre o ex-presidente da República, Humberto de Alencar Castelo Branco, de um acidente aéreo em Fortaleza.
- 6 a 12 de setembro: O rei Olavo V da Noruega visita o Brasil.
- 5 de dezembro: É criada a Fundação Nacional do Índio (Funai).
- 15 de dezembro: É criado o Movimento Brasileiro de Alfabetização (MOBRAL).

## 1968
- 28 de março: O estudante paraense Edson Luís de Lima Souto, de 16 anos, é morto por um capitão da Polícia Militar durante o confronto no restaurante Calabouço, no Rio de Janeiro.
- 29 de março: Em passeata no Rio de Janeiro, 50 mil protestam contra o assassinato.
- 5 de abril: Presidente Costa e Silva determina a apreensão de vários livros e jornais.
- 17 de abril: O governo militar decreta o fim de eleições diretas para prefeito em 68 cidades.
- 20 de abril: Atentado a bomba destrói a entrada do jornal O Estado de S. Paulo.
- 16 de maio: Atentado a bomba destrói a porta da Bolsa de Valores de São Paulo.
- 26 de maio: O médico Euryclides de Jesus Zerbini realiza o primeiro transplante cardíaco do país em João Boiadeiro, em São Paulo.
- 26 de junho: É realizada, na Avenida Rio Branco, no centro do Rio de Janeiro, a Passeata dos Cem Mil.
- 11 de setembro: É criada a Revista Veja.
- 1 de novembro: A rainha Elizabeth II, da Inglaterra, chega ao país em visita oficial de 12 dias.
- 7 de novembro: É inaugurada a nova sede do Museu de Arte de São Paulo, na Avenida Paulista.
- 22 de novembro: É criado o Conselho Superior de Censura.
- 13 de dezembro: O Ato Institucional Número Cinco (AI-5), é decretado pelo presidente Costa e Silva.

## 1969
- 24 de março: A capital do Brasil foi transferida para Curitiba, por ter sido uma das cidades que mais apoiaram a ditadura militar então vigente, entre os dias 24 e 27 de março.
- 1 de julho: A Operação Bandeirante (Oban) é criada.
- 31 de agosto: Uma Junta Militar, composta pelo General Aurélio de Lira Tavares (Ministro do Exército), pelo Almirante Augusto Rademaker (Ministro da Marinha) e pelo Brigadeiro Márcio de Sousa e Melo (Ministro da Aeronáutica), assume o poder no lugar de Costa e Silva, afastado por doença.
- 4 de setembro: O embaixador americano Charles Burke Elbrick é sequestrado pelo grupo revolucionário MR-8 e pela Aliança Libertadora Nacional (ALN) no Rio de Janeiro. Quatro dias depois, é solto em troca da deportação de 15 presos políticos.
- 17 de outubro: É outorgada a Emenda Constitucional Número Um.
- 22 de outubro: O general Emílio Garrastazu Médici é eleito presidente da República pelo Congresso por 293 votos nas eleições indiretas.
- 30 de outubro: O general Emílio Garrastazu Médici assume a Presidência da República.
- 4 de novembro: Carlos Marighella é assassinado em São Paulo numa emboscada.[4]
- 19 de novembro: Pelé marca seu milésimo gol.
- 29 de novembro: Um avião brasileiro de Varig com 95 pessoas a bordo é sequestrado e levado para a Cuba.[4]

## 1970
- 26 de janeiro: A Câmara aprova a censura de livros e periódicos.
- 11 de março: O cônsul japonês, Nobuo Okuchi, é sequestrado por integrantes da Vanguarda Popular Revolucionária (VPR) e do Movimento Revolucionário Tiradentes (MRT) em São Paulo.
- 15 de março: O cônsul japonês é libertado em São Paulo.
- 11 de junho: O embaixador alemão no Brasil, Ehrenfried Von Holleben, é sequestrado no Rio de Janeiro.
- 9 de julho: É criado o Instituto Nacional de Colonização e Reforma Agrária (Incra).
- 15 de julho: A Fundação Nacional do Bem-Estar do Menor (FEBEM) é criada a partir de aprovação de um projeto de lei no Senado.
- 1º de outubro: A TV Excelsior, opositora do governo, é lacrada, devido à sua saúde financeira.
- 15 de novembro: Ocorrem as eleições para senador, deputado federal e estadual, prefeito e vereador.
- 7 de dezembro: O embaixador da Suíça no Brasil, Giovanni Enrico Bucher, é sequestrado no Rio de Janeiro.[4]

## 1971
- 16 de janeiro: O embaixador suíço no Brasil, Giovanni Enrico Bucher, é libertado.[5]
- 15 de abril: É assassinado o empresário dinamarquês Henning Albert Boilesen, do grupo Ultra, acusado de financiar a OBAN (Operação Bandeirante) em São Paulo.
- 17 de setembro: O ex-capitão Carlos Lamarca é morto pelo Exército no município baiano de Ipupiara.

## 1972
- 9 de maio: As eleições indiretas são estabelecidas pela Emenda Constituicional n° 2 para os governos estaduais em 1974.
- 24 de julho: O primeiro computador, o Patinho Feio, do país é feito pela Escola Politécnica da Universidade de São Paulo.[6]
- 27 de agosto: O primeiro trecho da Rodovia Transamazônica é inaugurado pelo presidente Médici.
- 5 de setembro: A imprensa é proibida de publicar notícias sobre a Anistia Internacional.
- 9 de novembro: É fundada a Telebrás.
- 15 de novembro: Ocorrem as eleições municipais.

## 1973
- 26 de abril: Os presidentes Emílio Garrastazu Médici do Brasil e Alfredo Stroessner do Paraguai, em Brasília, assinam o Tratado de Itaipu para o aproveitamento hidrelétrico conjunto do Rio Paraná.

- 13 de maio: O presidente Médici visita a Portugal por uma semana.
- 11 de julho: O Voo Varig 820 faz um pouso forçado devido a fogo numa toalete e cai em Paris, França, deixando 122 mortos.
- 22 de novembro: É criada a Lei Fleury.

## 1974
- 15 de janeiro: Ernesto Geisel é eleito Presidente da República pelo Colégio Eleitoral nas eleições indiretas.
- 22 de janeiro: Início da censura prévia a rádios e TVs.
- 1 de fevereiro: Um incêndio no Edifício Joelma deixa 174 mortos na Cidade de São Paulo.
- 4 de março: É inaugurada a Ponte Rio-Niterói.
- 15 de março: Ernesto Geisel assume a Presidência da República.
- 15 de novembro: Ocorrem as eleições para o Congresso Nacional.

## 1975
- 15 de março: O estado da Guanabara funde-se com o do Rio de Janeiro sob nome de Estado do Rio de Janeiro.
- 25 de outubro: O jornalista Vladimir Herzog é assassinado sob tortura nas dependências do DOI-Codi de São Paulo.
- 10 de novembro: O Brasil foi o primeiro país reconhecer a Independência de Angola.[7]

## 1976
- 17 de janeiro: O metalúrgico Manuel Fiel Filho é encontrado morto nas dependências do DOI-Codi e a versão é de que o operário teria cometido suicídio.
- 1 de julho: A Lei Falcão é sancionada pelo presidente Geisel.
- 19 de agosto: Atentado à sede da ABI, no Rio de Janeiro.
- 22 de agosto: Morre o ex-presidente da República, Juscelino Kubitschek, em acidente de carro no Rio de Janeiro.
- 16 de novembro: Ocorrem as eleições municipais para vereador.

## 1977
- 13 de abril: O Pacote de Abril, um conjunto de leis, é outorgado pelo presidente Ernesto Geisel.
- 21 de maio: Morre o político e jornalista Carlos Lacerda.
- 11 de outubro: É sancionada a lei que cria o Estado do Mato Grosso do Sul.
- 26 de dezembro: É promulgada a lei que institui o divórcio no país.[8]

## 1978
- 8 de março: O príncipe Charles da Inglaterra visita o país.
- 15 de outubro: O general João Baptista Figueiredo é eleito presidente da República pelo Colégio Eleitoral nas eleições indiretas.
- 17 de outubro: É sancionada a Emenda Constitucional n° 11.
- 15 de novembro: Ocorrem as eleições para o Congresso Nacional.
- 29 de dezembro: É sancionada a Lei de Segurança Nacional.

## 1979
- 1 de janeiro: O Ato Institucional Número Cinco é extinto.
- 15 de março: João Figueiredo assume a Presidência da República.
- 31 de maio: Eunice Michiles, da ARENA, toma posse como a primeira senadora da história do país.
- 17 de agosto: É fundada a Associação Nacional de Jornais (ANJ).
- 28 de agosto: É sancionada a Lei de Anistia pelo presidente Figueiredo.
- 20 de dezembro: É restabelecido o pluripartidarismo.

## 1980
- 10 de fevereiro: O Partido dos Trabalhadores (PT) é criado em São Paulo.
- 19 de abril: Luiz Inácio Lula da Silva, presidente do Sindicato dos Metalúrgicos de São Paulo e Diadema, e outros 10 dirigentes sindicais são presos pelo Dops de São Paulo.
- 20 de maio: Luiz Inácio Lula da Silva é libertado.
- 26 de maio: É fundado o Partido Democrático Trabalhista (PDT) por Leonel Brizola.
- 30 de junho a 12 de julho: Papa João Paulo II visita o Brasil pela primeira vez.
- 3 de julho: Papa João Paulo II faz missa em São Paulo e fala da importância do padre José de Anchieta.
- 12 de julho: Pelé é escolhido o esportista do século.
- 18 de julho: A Rede Tupi, a primeira TV da América Latina, é lacrada

## 1981
- 25 de fevereiro: Luiz Inácio Lula da Silva e outros 12 sindicalistas de São Bernardo do Campo são julgados por incitamento à greve no ABC paulista e condenados a três anos de prisão.
- 12 de setembro: O Memorial JK é inaugurado pelo presidente Figueiredo em Brasília.
- 22 de dezembro: O Estado de Rondônia é criado.[9]

## 1982
- 11 de janeiro: O projeto de reforma eleitoral é aprovado pelo Congresso.
- 27 de maio: O Departamento de Ordem Política e Social (Dops) do Rio Grande do Sul é o primeiro a ser extinto.
- 15 de novembro: Acontecem as eleições diretas para governadores, senadores, prefeitos e deputados federais e estaduais. Mário Juruna torna-se o primeiro índio a ser eleito como deputado.
- 14 de dezembro: Olinda é declarada Patrimônio Histórico e Cultural da Humanidade pela UNESCO.

## 1983
- 16 de maio: Ocorre um atentado a bomba que destruiu a porta principal da Bolsa de Valores de São Paulo.
- 21 de julho: Primeira greve geral da abertura política.
- 28 de agosto: Ocorre o congresso de fundação da Central Única dos Trabalhadores (CUT), em São Paulo.
- 29 de novembro: Ronald Reagan, presidente dos Estados Unidos, visita o país por 2 dias.
- 30 de novembro: A criação do Estado de Tocantins é aprovada pela Câmara.
- 18 de dezembro: Taça Jules Rimet é roubada da sede da Confederação Brasileira de Futebol, no Rio de Janeiro. Feita de 1,8 quilo de ouro, ela é derretida pelos ladrões.

## 1984
- 25 de janeiro: Ocorre um comício das Diretas Já com trezentos mil participantes na Praça da Sé, em São Paulo.
- 2 de março: É inaugurado o Sambódromo da Marquês de Sapucaí, no Rio de Janeiro.
- 10 de abril: Um milhão de pessoas participam de comício das Diretas Já em frente a Igreja da Candelária, no Rio de Janeiro.
- 16 de abril: Um milhão e quinhentas mil pessoas participam de comício das Diretas Já em São Paulo. É a maior manifestação pública da história do Brasil.
- 5 de maio: A Usina hidrelétrica de Itaipu é inaugurada na fronteira entre o Brasil e o Paraguai.
- 28 de junho: Um acidente aéreo mata 14 jornalistas no Rio de Janeiro.
- 7 de outubro: Nascido o primeiro bebê de proveta brasileiro em Curitiba.
- 18 de novembro: Ocorre a primeira edição do Rio Cine Festival.
- 22 de novembro: É inaugurada a Usina de Tucuruí, uma das maiores usina hidrelétrica do Brasil.

## 1985
- 11 a 20 de janeiro: A primeira edição do festival de música Rock in Rio, é realizada na Cidade do Rock, na Barra da Tijuca, no Rio de Janeiro.
- 15 de janeiro: O senador Tancredo Neves, do Partido do Movimento Democrático Brasileiro (PMDB), vence as eleições presidenciais com 480 votos no colégio eleitoral, contra 180 votos para o deputado Paulo Maluf, do Partido Democrático Social (PDS).
- 20 de janeiro: O Aeroporto Internacional de Cumbica é inaugurado em São Paulo.
- 24 de janeiro: É criado o Partido da Frente Liberal (PFL), uma dissidência do PDS.
- 14 de março: O presidente eleito Tancredo Neves é internado no Hospital de Base do Distrito Federal, vindo a falecer 39 dias depois.
- 15 de março: O vice José Sarney assume a presidência da República.